# Gottlob August Dietelbach
Gottlob August Dietelbach (* 11. Mai 1806 in Stetten im Remstal; † 9. August 1870 in Stuttgart) war ein deutscher Medailleur und Graveur. Er wirkte ab 1830 in München und ab 1837 in Stuttgart.

## Leben

### Frühe Jahre
Gottlob August Dietelbach wurde am 11. Mai 1806 in Stetten im Remstal als Sohn eines Graveurs geboren. Er absolvierte eine Lehre als Graveur bei seinem Vater und/oder eine Lehre bei dem Bildhauer Johann Heinrich Dannecker in Stuttgart. Am 1. Juni 1827 immatrikulierte er sich an der Münchener Kunstakademie im Fach Druckgraphik und setzte unter dem Medailleur Carl Friedrich Voigt seine Ausbildung als Graveur fort.
Im gleichen Jahr arbeitete er als Münzmedailleur in Bern, wo er eine Medaille mit dem Bild des Löwen von Luzern prägte. 1830 ließ er sich in München nieder, wo er als Münzmedailleur wirkte. Im gleichen Jahr schuf er eine Gedenkmünze für den 1825 verstorbenen König Maximilian Joseph I. von Bayern.

### Stuttgart
1837 wurde Dietelbach als Münzmedailleur an die Münze Stuttgart berufen und 1866 zum Hofgraveur ernannt. Die Münze Stuttgart war bis 1844 im Bergratsgebäude am Dorotheenplatz 4 untergebracht. 1844 zog sie in ein neu errichtetes Gebäude an der Neckarstraße 19 um, gegenüber der Gemäldegalerie, der heutigen Alten Staatsgalerie. Anlässlich des ersten Besuchs der neuen Münze durch König Wilhelm I. und Kronprinz Karl schuf Dietelbach eine Münzbesuchsmünze mit der Ansicht der neuen Münzstätte.
| - Münze Stuttgart im Bergratsgebäude, 1736–1844. | - Münze Stuttgart, 1844–1967. |

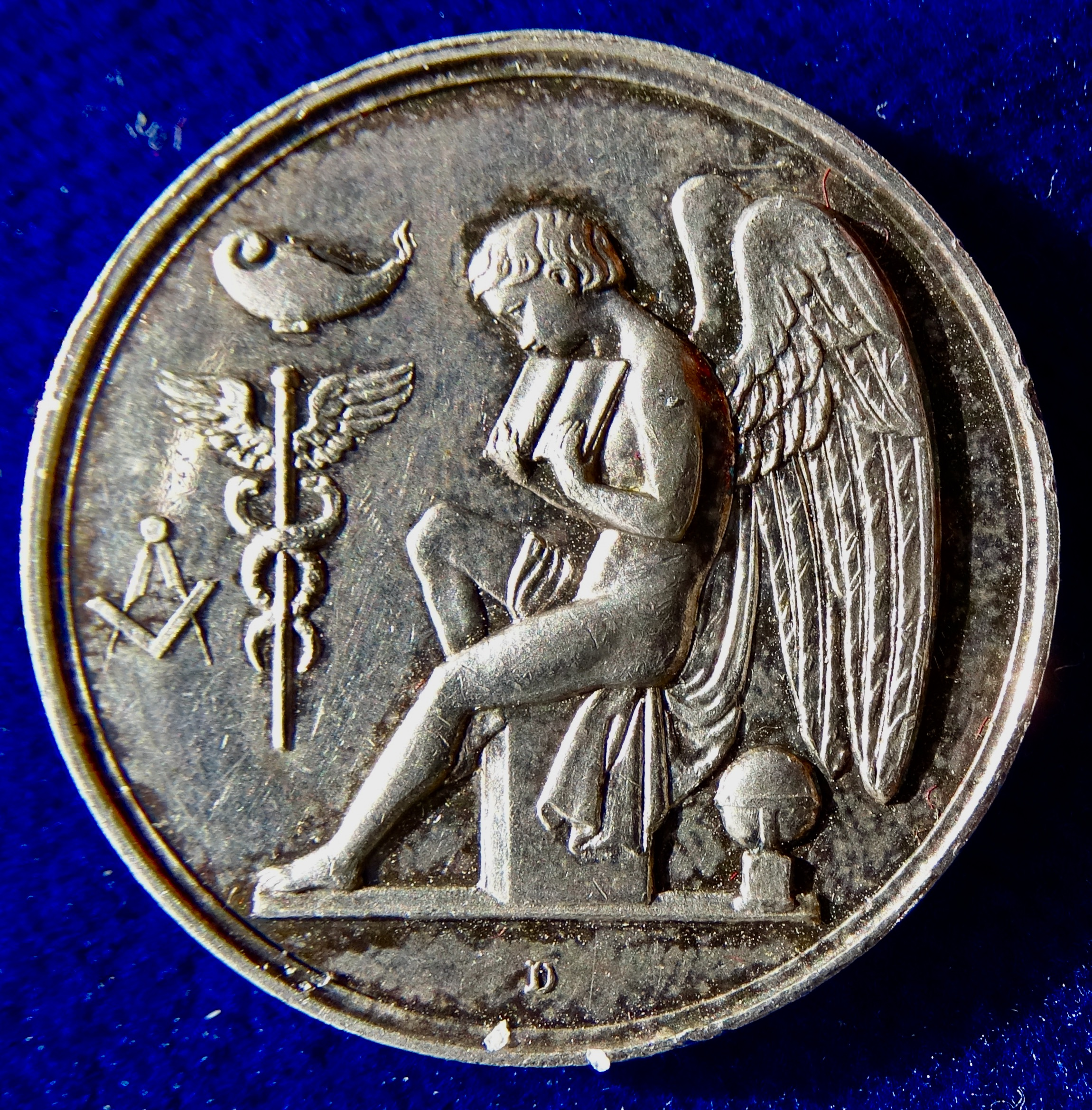
Schulpreismedaille der Stuttgarter Realschule, Vorderseite: Ein auf einem Stein sitzender, geflügelter Genius hält ein geöffnetes Buch vor sich. Vor ihm befindet sich eine Öllampe, ein Schlangenstab und ein Zirkel mit Winkelmaß, hinter ihm ein Globus

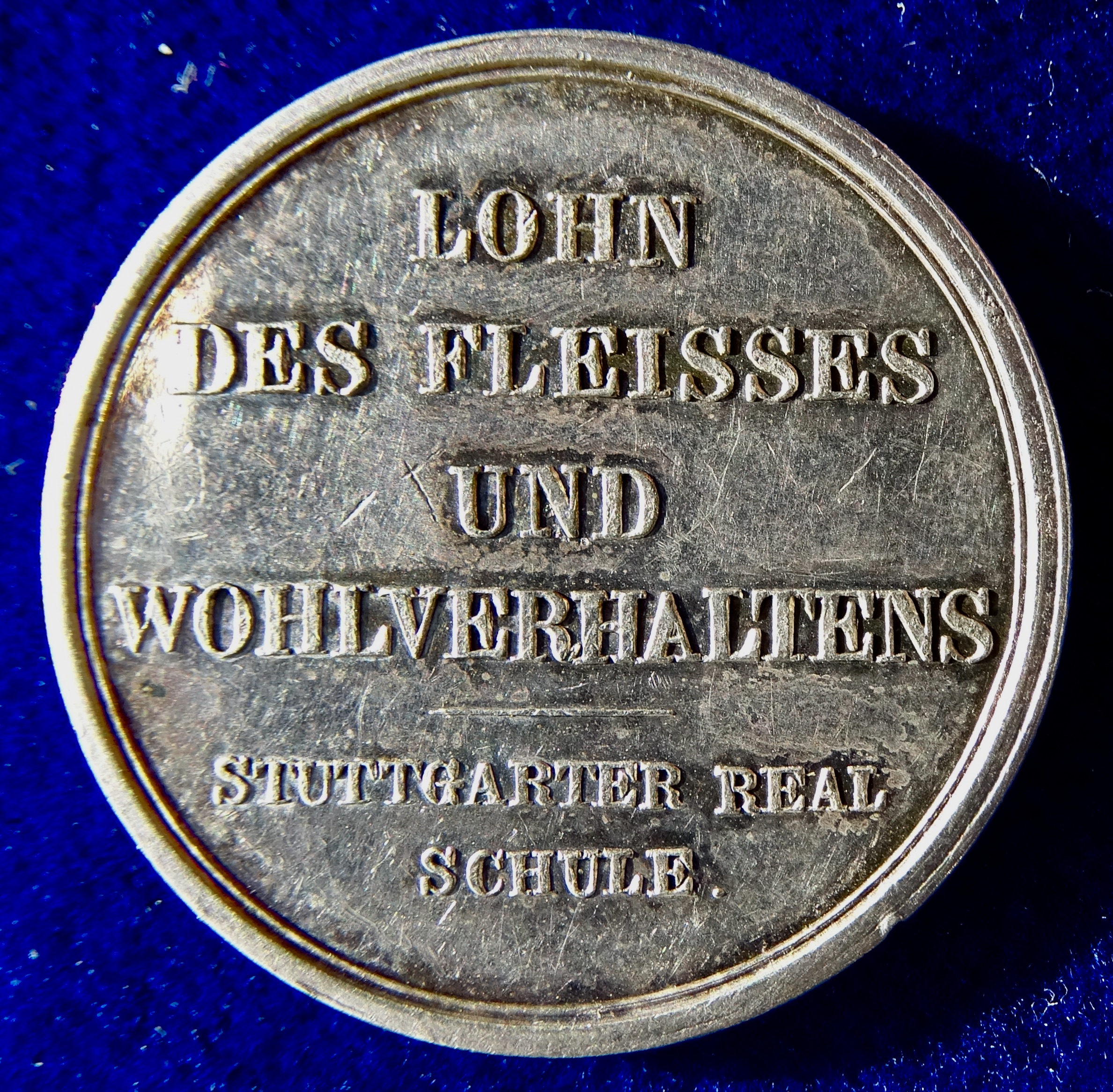
Rückseite dieser Medaille mit 6 Zeilen: "LOHN DES FLEISSES UNS WOHLVERHALTENS - STUTTGARTER REAL SCHULE."

In Stuttgart schuf Dietelbach zahlreiche Münzen, Medaillen und Siegel, oft Münzen und Medaillen mit dem Bildnis von König Wilhelm I. Er signierte seine Stempel und Werkzeuge mit D, A.D., G.A.D., A.DTLBCH, A.DIETELB. oder mit DIETELBACH. Neben seiner Funktion als Münzmedailleur arbeitete er als Medailleur und Graveur in Edelstein und Metall für Privatkunden. Dietelbach wohnte mit seiner Familie in wechselnden Mietwohnungen in der Stuttgarter Innenstadt, von 1861 bis zu seinem Tod 1870 unterhielt er im Königsbau einen Verkaufsladen.
Dietelbachs Münzwerkzeuge befinden sich im Münzkabinett des Landesmuseums Württemberg in Stuttgart. Seine Siegel und Medaillen sind nur teilweise erfasst, ein großer Teil ist im Besitz des Hauptstaatsarchivs in Stuttgart. In dem Museum unter der Y-Burg in Dietelbachs Geburtsort Stetten im Remstal ist ihm eine eigene Vitrine gewidmet.
Dietelbach war mit Caroline Rapp verheiratet. Aus der Ehe ging 1847 der Sohn Rudolf hervor. Dietelbach starb im Alter von 64 Jahren am 9. August 1870 in Stuttgart. Seine Frau überlebte ihn um sieben Jahre und starb 1877. Der Sohn Rudolf Dietelbach war als Bildhauer erfolgreich. Er starb 1917 im Alter von 70 Jahren.